# Give Me Something
Singles de David Guetta
People Come, People Go
(2002) Just for One Day (Heroes)
(2003)
Pistes de Just A Little More Love
Love Don't Let Me Go You
Give Me Something est une chanson du DJ français David Guetta en collaboration avec la chanteuse américaine Barbara Tucker. Cette chanson, extraite de l'album Just A Little More Love, est sortie en single le 6 octobre 2002.

## Format et liste des pistes
CD single
1. Give Me Something (Fonkyfunk Mix) - 7:32
2. Give Me Something (Extended Original Mix) - 7:29
3. It's Allright (Bob Sinclar Remix) - 6:31
4. It's Allright (Extended Original Mix) - 5:45
5. Give Me Something (Radio Edit) - 3:15